# Río Cauca
Der Río Cauca ist ein etwa 1250 km langer linker Nebenfluss des Río Magdalena in Kolumbien und verläuft zwischen der West- und der Zentralkordillere der nördlichen Anden.

## Flusslauf
Der Río Cauca entspringt im Parque Nacional Natural Puracé auf einer Höhe von etwa 3300 m, 20 km südlich des Vulkans Puracé in der Zentralkordillere. Der Río Cauca fließt anfangs etwa 100 Kilometer nach Nordwesten. Dabei passiert er die Stadt Popayán. Anschließend wendet sich der Fluss in Richtung Nordnordost. Er durchfließt ein bis zu 40 km breites Hochtal entlang der Ostflanke der Westkordillere. Bei Flusskilometer 1110 wird er von der Salvajina-Talsperre auf einer Länge von 23 km aufgestaut. Bei Flusskilometer 970 passiert er den Ostrand der Millionenstadt Cali. Bei Flusskilometer 670, nördlich der Stadt Cartago, endet das Hochtal und der Río Cauca durchschneidet auf den folgenden 400 Kilometern das Gebirge in nördlicher Richtung. Bei Flusskilometer 325 entsteht zurzeit die Ituango-Talsperre am Río Cauca. Auf den unteren 300 Kilometern wendet sich der Fluss in Richtung Nordnordost. Er verlässt das Gebirge und erreicht das nordkolumbianische Tiefland. 125 km oberhalb der Mündung trifft der Río Nechí, der bedeutendste Nebenfluss, von rechts auf den Río Cauca. Nahe der Stadt Mompós mündet dieser in den östlich parallel verlaufenden Río Magdalena, dessen größter Nebenfluss er ist. Mit einer Länge von etwa 1250 km ist er nahezu gleich lang wie der Río Magdalena bis zur Einmündung, aufgrund seines schmaleren Einzugsgebietes führt er jedoch im Mittel nur gut die Hälfte an Wasser.

## Hydrologie
Der Río Cauca entwässert ein Areal von 59.840 km². Der mittlere Abfluss beträgt 2364 m³/s.